# Vilim Keilbach
Vilim Keilbach (Banatski Despotovac, 10. rujna 1908. – Salzburg, 25. listopada 1982.) bio je hrvatski katolički svećenik, teolog, psiholog i filozof.

## Životopis
Rođen je 10. rujna 1908. godine u Banatskom Despotovcu gdje je započeo školovanje. Niže je razrede gimnazije završio u Velikom Bečkereku i Zombolji. Proveo je dvije godine na trgovačkoj akademiji, no vraća se u Veliki Bečkerek gdje je i maturirao 1926. godine. Nakon toga ulazi u Bogoslovno sjemenište u Đakovu. Kao bogoslov Apostolske Administrature Banata poslan je na studij u Rim na Gregorijanu kao član papinskoga kolegija Germanicum et Hungaricum.
Doktorirao je iz filozofije 1931. te teologije 1935. godine. Od 1930. do 1931. završio je školu arhivistike na vatikanskoj Visokoj školi za paleografiju, diplomatiku i arhivistiku te od 1933. do 1933. iz povijesti islama u Papinskom istočnom institutu. Od 1934. do 1935. pohađao je predavanja na Filozofskom fakultetu i praktične vježbe u Institutu za eksperimentalnu psihologiju Sveučilišta u Rimu.
Nakon povratka u domovinu služio je vojnu službu u Kosovskoj Mitrovici i Bitolju do 18. ožujka 1936. godine. Godine 1936. imenovan je tajnikom pripravnikom Apostolske Administrature Banata. Iste je godine imenovan prefektom Konvikta bl. Krizina u Zagrebu. Od 1939. bio je upravitelj istoga Konvikta. Zaređen je u Rimu za svećenika 1933. godine.
U listopadu 1936. imenovan je prosinodalnim ispitivačem. Od 29. listopada 1933. bio je katehet u nacionalnoj crkvi sv. Jeronima u Petrovgradu do 1. rujna 1935. godine. Od 1937. bio je savjetnik Apostolske Administrature Banata.
Zatim je predavao na Katoličkom bogoslovnom fakultetu u Zagrebu. Obnašao je službu dekana od 1950. do 1954. godine. Nakon toga odlazi u emigraciju te je od 1954. profesor za znanost religije na Sveučilištu u Beču. Kasnije je u Münchenu bio profesor na Teološkom fakultetu.
Papa Pavao VI. imenovao ga je 1965. svojim kućnim prelatom, a od 1968. bio je savjetnik Tajništva za one koji ne vjeruju.

## Počasti
- Zbornik u čast 60. obljetnice „Wesen und Weisen der Religion” (München, 1969.).[2]
- Počasni doktorat Bogoslovnog fakulteta Sveučilišta u Zagrebu (1969.).[2]
- Počasni doktorat iz teologije na protestantskom Sveučilištu u Uppsali (1975.).[4]

## Djela
- „Divinitas filii eiusque patri subordinatio in Novatiani Libro de trinitate” (Zagreb, 1933.)
- „Die philosophische Problematik der Religionen” (Rim, 1935.)
- „Problem religije” (Zagreb, 1935.)
- „Uvod u psihologiju religije” (Zagreb 1935., 1939.²)
- „Die Problematik der Religionen” (Paderborn, 1936.)
- „Sveti Ivan Kapistran” (Beograd, 1936.)
- Konnersreuth u svijetlu psihologije religije (Zagreb, 1937.)
- Ruđer Josip Bošković (Zagreb, 1937.)
- „Misli o Bogu i religiji” (Zagreb, 1942.)
- „Tajanstvene poruke »duhova«” (Zagreb, 1943.)
- „Parapsihologija i religija” (Zagreb, 1944.)
- „Problem Boga u filozofiji” (Zagreb, 1944.)
- „Religiozno doživljavanje” (Zagreb, 1944.)
- „Wissen und Glauben” (Zagreb, 1944.)
- „Kratak uvod u filozofiju” (Zagreb, 1945.)
- „Psihologija religije” (Zagreb, 1951.)
- „Einübung ins philosophische Denken” (München, 1960.)
- „Religiöses Erleben” (München—Paderborn—Wien, 1973.)
- „Religion und Religionen” (München—Paderborn—Wien, 1976.)

### Članci
- Barić, Joško. 2009. Keilbach, Vilim. Hrvatski biografski leksikon. Zagreb.  journal zahtijeva |journal= (pomoć)
- Biočić, Iva; Mršić Felbar. 2022. Doprinos poznavanju života i znanstvenoga djelovanja Vilima Keilbacha. Kroatologija. Sveučilište u Zagrebu – Fakultet hrvatskih studija. Zagreb. 13 (1–2): 103–115